# 퉁관산구
퉁관산구(한국어: 동관산구, 중국어: 铜官山区, 병음: Tóngguānshān Qū)는 중화인민공화국 안후이성 퉁링 시의 현급 행정구역이다. 넓이는 30km2이고, 인구는 2007년 기준으로 280,000명이다.

## 행정 구역
6개 가도를 관할한다.
- 가도: 长江路街道, 铜官山街道, 杨家山街道, 石城路街道, 扫把沟街道, 横港街道.